# Rio Basto
O Basto é um rio português que atravessa a Serra da Cabreira e o município de Cabeceiras de Basto, indo desaguar na margem direita do Tâmega em Arco de Baúlhe no concelho de Cabeceiras de Basto.
Tem uma extensão de 11,82 quilómetros.